# Maestrul Zacharius sau ceasornicarul care și-a pierdut sufletul
Maestrul Zacharius sau ceasornicarul care și-a pierdut sufletul (franceză Maître Zacharius ou l'horloger qui avait perdu son âme) este o povestire fantastică pentru copii scrisă de Jules Verne și apărută în 1854 în publicația Musée des familles.

## Povestea
Maestrul Zacharius este un ceasornicar elvețian a cărui casă este construită pe o mică insulă la confluența dintre fluviul Ron și lacul Geneva. Ceasurile sale sunt caracterizate de un grad înalt de precizie și o realizare artistică deosebită, însă recunoașterea primită pentru munca sa l-a făcut arogant. Alături de el se află tot timpul fiica sa, Gérande și menajera Scholastique, precum și ucenicul Aubert, de care fiica sa este îndrăgostită.
Însă Zacharius suferă de o boală misterioasă, care îl face să se stingă. Suferința sa este amplificată de faptul că unele ceasuri construite de el în trecut încep să aibă probleme. Simțindu-și sfârșitul aproape, Zacharius încearcă să îi transmită lui Albert secretul fabricării ceasurilor sale speciale, care sunt tratate ca și cum ar fi parte din creatorul lor.
Încetul cu încetul, toate orologiile și ceasurile de mână realizate de el încep să o ia razna, iar clienții nemulțumiți renunță la serviciile sale, lucru care îl duce la sapă de lemn. Nici chiar insistențele fiicei sale de a merge la biserică nu-i mai sunt de folos și, pe patul de moarte, el binecuvântează uniunea dintre ea și Aubert. În clipa morții, Zacharius dispare doar pentru a merge la unul dintre orologiile create de el și aflate în posesia unei ființe care întruchipează Timpul și care, în schimbul vieții, îi cere fata de soție.

### Capitolele povestirii
| - Capitolul I - O noapte de iarnă - Capitolul II - Orgoliul și știința - Capitolul III - O vizită ciudată | - Capitolul IV - Biserica Saint-Pierre - Capitolul V - Ora morții |